# اریک گود
اریک گود (انگلیسی: Erich Goode؛ زادهٔ ۱ ژانویهٔ ۱۹۳۸) جامعه‌شناس، و استاد دانشگاه اهل ایالات متحده آمریکا است.
وی همچنین برندهٔ جوایزی همچون کمک‌هزینه گوگنهایم شده‌است.